# Acalolepta pseudaurata
Acalolepta pseudaurata là một loài bọ cánh cứng trong họ Cerambycidae.